# Santa Dog
«Santa Dog» es un sencillo doble de la banda estadounidense experimental The Residents.
El sencillo cuenta con instrumentos de rock convencionales, a diferencia de los sintetizadores y cajas de ritmo que usarían en grabaciones posteriores.

## Lista de canciones
1. Ivory & The Braineaters - «Fire» (Wanda Play)
2. The College Walkers - «Explosion» (M Givens)
3. Delta Nudes - «Lightning» (Della Gnue)
4. Arf & Omega / The Singing Lawnchairs - «Aircraft Damage» (C America)

Los nombres de intérpretes y autores de las canciones fueron inventados por The Residents.

## Reversiones
Desde 1978 el grupo regrabó el tema varias veces.
| Edición limitada. 1. Santa Dog 78 2. Fire | Editado por el sello Uncle Willie's Eyeball Buddies, creado por fanes. 1. Fire / Santa Dog 72 2. Santa Dog 78 3. Santa Dog 84 4. Santa Dog 88 |

| 1. Where Are Your Dogs? Show Us Your Ugly | Sólo para descarga mp3. 1. Santa Dog 2006 |

### Santa Dog 2012
Sólo para descarga mp3.
1. Santa Dog 2012